# Kalīsān
Kalīsān (persiska: Hamzāng, كليسان, كِليسان, همزانگ) är en ort i Iran.   Den ligger i provinsen Hormozgan, i den sydöstra delen av landet, 1 100 km sydost om huvudstaden Teheran. Kalīsān ligger 68 meter över havet och antalet invånare är 309.
Terrängen runt Kalīsān är kuperad åt sydost, men åt nordväst är den platt. Runt Kalīsān är det ganska glesbefolkat, med 25 invånare per kvadratkilometer. Trakten runt Kalīsān är ofruktbar med lite eller ingen växtlighet.